# Guan Yajing
Guan Yajing (chiń. 関雅静; ur. 6 stycznia 1993) – chińska zapaśniczka. Zdobyła brązowy medal na mistrzostwach Azji w 2014. Trzecia w Pucharze Świata w 2014 roku.